# Roisin Nicosia
Roisin Nicosia (Roma, 23 luglio 1993) è una doppiatrice italiana.

## Biografia
Nata a Roma il 23 luglio 1993 da madre irlandese e padre italiano, è nota al pubblico per il doppiaggio di Gwen Stacy in Spider-Man - Un nuovo universo e Spider-Man: Across the Spider-Verse e per essere la voce italiana di Eda Yıldız di Love Is in the Air. Ottiene il primo ruolo di rilievo nel 2015, prestando la voce a Courtney Eaton nel ruolo di Cheedo, una delle cinque mogli di Immortan Joe in Mad Max: Fury Road.
In televisione ha prestato la voce a Abigail Breslin nel ruolo di Libby Putney/Chanel #5 nella serie televisiva di Ryan Murphy Scream Queens. Tra i personaggi d'animazione ha doppiato, inoltre, Shoko Nishimiya ne La forma della voce - A Silent Voice.

## Doppiaggio

### Film
- Bianca Bosch in The Kissing Booth, The Kissing Booth 2, The Kissing Booth 3
- Jessi Case in Il bunker, Sulle ali della speranza[1]
- Courtney Eaton in Mad Max: Fury Road
- Bella Heathcote in Cinquanta sfumature di nero
- Taissa Farmiga in Il corriere - The Mule
- Dakota Fanning in Ogni cosa è segreta
- Eliza Scalen in Babyteeth - Tutti i colori di Milla
- Angourie Rice in Cheerleader per sempre
- Halston Sage in Prima di domani
- Maya Hawke in C'era una volta a... Hollywood, Maestro
- Chanté Adams in Le parole che voglio dirti
- Jessie Ennis in Life of the Party - Una mamma al college
- Amber Riley in Infamous - Belli e dannati
- Sosie Bacon in Smile
- Eileen O'Higgins in Nowhere Special - Una storia d'amore
- Madeleine Arthur in Il colore venuto dallo spazio
- Shelby Wulfert in Swiped[2]
- Annalise Basso in Slender Man
- Sofia Carson in Feel the Beat
- Camila Morrone in Il giustiziere della notte - Death Wish
- Ella Hunt in Master - La specialista
- Isabella Laughland in Il piacere è tutto mio
- Tanairi Sade Vazquez in West Side Story
- Ariana DeBose in The Prom
- Bianca Bethune in Bad Boys for Life
- Kat Cunning in Purple Hearts
- McKaley Miller in Ma
- Lisa Zhang in No Exit
- Kuhoo Verma in Murder Mystery 2
- Natalia Dyer  in Velvet Buzzsaw
- Sara Thompson in Sei ancora qui - I Still See You
- Celia Kenney in Paradiso amaro
- Sistine Stallone in 47 metri - Uncaged
- Kristine Froseth in Apostolo
- Georgia Rock in Bling Ring
- Millie Brady in PPZ - Pride + Prejudice + Zombies
- Aisling Franciosi in Jimmy's Hall - Una storia d'amore e libertà
- Paloma Kwiatkowski in Percy Jackson e gli dei dell'Olimpo - Il mare dei mostri
- Victoria Bluck in L'età giovane
- Jella Haase in Heidi
- Clara Bretheau in Forever Young
- Philippine Velge in Estate '85
- Claire Chust in BigBug
- Chacha Huang in Ánimas
- Eili Harboe in Thelma
- Pia Korbar in Class Enemy
- Sofie Albertine Foss in Battle
- Kiki Sukezane in Dove la terra trema
- Xana Tang in Mulan
- Amelia Gething in Emily
- Samirah Breuer in Hard Feelings
- Julia Blanchard in Lei è la mia pazzia
- Murielle Hilaire in Muti - The Ritual Killer
- Alva Bratt in Una parte di te
- Nicole Maines in Darby Harper - Consulenza fantasmi
- Nel Kaczmarek in Freestyle
- Nina Bloomgarden in It's What's Inside

### Film d'animazione
- Gwen Stacy / Spider-Woman in Spider-Man - Un nuovo universo, Spider-Man: Across the Spider-Verse
- Shoko Nishimiya in La forma della voce - A Silent Voice
- Kaede in The Boy and the Beast
- Mirai in Mirai
- Natsumi in Weathering with You
- Jenny in Dreambuilders - La fabbrica dei sogni
- Nozomi Kasaki in Liz e l'uccellino azzurro

### Film tv e serie televisive
- Courtney Grosbeck in Beautiful, Lincoln Rhyme - Caccia al collezionista di ossa
- Melis Sezen in Come sorelle, La rosa della vendetta
- Keisha Castle-Hughes in FBI, FBI: Most Wanted
- Julia Garner in Waco
- Nicole Maines in Darby Harper - Consulenza fantasmi
- Kerris Dorsey in Ray Donovan[3]
- Kathryn Newton in The Society
- Abigail Breslin in Scream Queens
- Eliza Scanlen in Sharp Objects
- Isabelle Cornish in Inhumans
- Kerris Dorsey in Ray Donovan, (2ª voce)
- Birgundi Baker in The Chi
- Meg Donnelly in American Housewife
- Miranda Cosgrove in Crowded
- Sabrina Carpenter in Work It
- Natalie Alyn Lind in The Goldbergs
- Nell Verlaque in Cambio di direzione
- Amy Wren in The Last Kingdom
- Chelsea Zhang in Titans
- Landry Bender in Cercando Alaska
- Julia Goldani Telles in The Affair - Una relazione pericolosa
- Kathrine Herzer in Madam Secretary
- Charlotte Jordan in Free Rein
- Mia Jenkins in The Lodge
- DeVore Ledridge in Bizaardvark
- McKaley Miller, Reign Edwards, Naomi Grace e Kirrilee Berger in K.C. Agente Segreto
- Lauren Taylor in Best Friends Whenever
- Belle Shouse in Project MC²
- Audrey Whitby in So Random!
- Mathilde Warnier in The Serpent
- Sarah Ber in Coyote
- Sosie Bacon in Scream
- Jessica Dinnage in The Rain
- Carolina Domenech in Intrecci del passato
- Lena Klenke in 8 giorni alla fine
- Zofia Wichłacz in 1983
- Ecem Uzun in Yakamoz S-245
- Fernanda Serrano in Kally's Mashup
- Hande Erçel in Love Is in the Air
- Melis Sezen in La rosa della vendetta
- Mohana Krishnan in I Am Franky
- Annabella Didion in True Lies
- Genneya Walton in Daredevil - Rinascita

### Serie animate
- Els in Beastars
- Kordi in LEGO Star Wars: The Freemaker Adventures
- Stella in Eroi a metà
- Jordan in Descendants: Wicked World
- Kamika in Fairy Tail
- Lilit in Leviathan